# ウクライナの政治
ウクライナの政治（ウクライナのせいじ）は、半大統領制の民主共和国と複数政党制の枠組みの中で行われている。閣僚は行政権を行使する（1996年までは大統領と共同であった）。立法権はウクライナの議会、 ヴェルホーヴナ・ラーダ （ウクライナ語: Верховна Рада  ）に付与されている。
1991年までウクライナ・ソビエト社会主義共和国として、政治システムは、ウクライナ共産党（CPU）による単一政党の社会主義共和国の枠組みで政権運営はされていた。1996年に、現在の憲法が1978年に導入された憲法を置き換えた。
なお、2014年以降、ロシアによるクリミア半島併合や、ドネツクとルハンシクでの問題から、これらの地域の政治情勢は複雑になっている。
ウクライナの腐敗認識指数は、2021年度の時点においても122位の状況であり、長年の汚職と腐敗の問題が続いている（腐敗認識指数は順位が低いほど腐敗していると認識される）。

## 憲法と基本的な自由
1991年に独立した直後、ウクライナは議会委員会を指名して、憲法を作成し、複数政党制を採用し、少数民族の市民的および政治的権利の立法上の保障を採用した。 1996年6月28日に新しい民主的憲法が採択され、基本的人権と自由の保護を伴う多元的政治システムと半大統領制の政府が義務付けられた。
憲法は2004年12月に改正され 、 2004年の大統領選挙危機の解決を容易にした。社会主義協定は、ウクライナの大統領が強力な首相と同居しなければならなかった半大統領制の政府の形態を変えた。憲法改正は2006年1月から5月の間に発効した。
2010年10月のウクライナ憲法裁判所は、2004年の改正案を違憲と見なし、これを覆した。したがって、ウクライナ憲法は1996年のものに差し戻された。 2010年11月18日、ヴェネツィア委員会は、ウクライナの憲法裁判所の判決を踏まえた「ウクライナの憲法改正に関する意見」というタイトルの報告書を発表した。議会制から議会大統領制まで、国の政治制度の一部は、6年の期間の後に憲法裁判所の決定によって違憲であると宣言されている。 憲法裁判所は憲法に拘束されており、憲法の上に立っていないため、そのような決定は民主的正統性と法の支配の重要な問題を提起する。」 
2014年2月21日、議会は2004年12月8日の憲法改正を復活させる法律を可決した。これは、関連する委員会の決定なしに簡略化された手順の下で可決され、386人の議員による1回の投票で1回目と2回目の読書で可決された。この法律は、地域党の140議員、バトキフシチナの89議員、 UDARの40議員、共産党の32議員、および50人の独立した議員によって承認された。しかし、ラジオ・フリー・ヨーロッパによれば、この法案は当時のヴィクトル・ヤヌコビッチ大統領によって署名されておらず、その後大統領は解任された。

### 基本的な自由と憲法制度の基本的要素
憲法第1条は、ウクライナを主権、独立、社会（福祉）国家と定義している。憲法第5条によると、ウクライナの主権の担い手と唯一の権力の源は国民である。人々は直接、そして州や地方自治体を通じて権力を行使する。ウクライナでは誰も人権を奪うことはできない。憲法第15条は、ウクライナの公的生活は政治的、経済的、思想良心的多様性の原則に基づいていると定めている。国家が義務として認める思想はない。
宗教の自由は法律によって保障されているが、宗教団体は地方自治体およびウクライナ政府に登録する必要がある。憲法第35条は、ウクライナの教会と宗教団体は州から分離されているが、国家はいかなる宗教も義務的であると認めることはできないと定義している。
少数派の権利は、少数民族に学校や文化施設への権利、および個人的なビジネスを行う際の各国語の使用を保障する1991年の法律に従って尊重されている。ウクライナ憲法によると、ウクライナ語は唯一の公用語になる。ただし、クリミア半島とウクライナ東部の一部の地域（ロシアの少数民族が多い地域）では、ロシア語の使用が公務で広く行われている。
言論と報道の自由は法律によって保障されているが、当局はさまざまな形の圧力を通じてニュースメディアに干渉することがある（ウクライナの報道の自由を参照）。特に、2000年の独立ジャーナリスト、ゲオルギー・ゴンガゼの失踪と殺害について、政府が徹底的で信頼できる透明性のある調査を実施できなかったことは、ウクライナの国際的イメージに悪影響を及ぼした。 2010年10月初旬にラズムコフセンターによって調査されたウクライナ人の半数以上（56.6％）は、ウクライナに政治的検閲が存在すると感じていた。
公式の労働組合は労働組合連盟の下にグループ化されている。 1992年に出現した多くの独立した組合、その中にはウクライナの独立した鉱夫組合が、自由労働組合の諮問委員会を結成した。ストライキの権利は法的に保障されているが、政治的要求のみのストライキは禁止されている。

## 行政機関
| 役職   | 氏名                         | 政党     | 就任          |
| ------ | ---------------------------- | -------- | ------------- |
| 大統領 | ウォロディミル・ゼレンスキー | 国民の僕 | 2019年5月20日 |
| 首相   | ユリヤ・スビリデンコ         |          | 2025年7月17日 |

大統領は5年の任期の一般投票によって選出される。
首相は、与党が候補を指名し、大統領が議会に諮る。ただし、2025年7月のユリア・スビリデンコの就任時は、ゼレンスキー大統領が直接指名し、議会に提案するかたちをとった。ウクライナ憲法第114条に準拠する。

## 立法府
ヴェルホーヴナ・ラーダ （ウクライナ議会）には450人の議員がおり、4年間の任期で選出される（2006年から2012年までは5年間、2004年の改正）。 2006年以前は、議員の半分は比例代表によって選出され、残りの半分は単一議席の構成員によって選出されていた。 2006年3月の議会選挙から、ヴェルホーヴナ・ラーダの450人の議員全員が政党名簿比例代表によって選出された。ヴェルホーヴナ・ラーダは立法を開始し、国際協定を批准し、予算を承認する。
2019年からは「国民の僕」（スルーハ・ナロードゥ）の一党独占状態。

## 政党と選挙
ウクライナの政党は明確な思想を持たない傾向があり 、文明的および戦略的方向性（西洋の政治のように経済的および社会政治的議題ではなく）、人格およびビジネス上の利益を中心に傾く傾向がある。政党の会員数は、投票資格のある人口の1％未満（欧州連合の平均4.7％と比較して）。

## 司法
憲法管轄：
- ウクライナの憲法裁判所

一般的な管轄：
- ウクライナ最高裁判所
- 高等専門裁判所：ウクライナ高等仲裁裁判所（ウクライナ語: Вищий господарський суд України  ）、ウクライナの高等行政裁判所
- 地方控訴裁判所、専門控訴裁判所
- 地方裁判所

法律、議会および内閣の行為、大統領の命令、およびクリミア議会（クリミア自治共和国）の行為は、ウクライナ憲法に違反していることが判明した場合、ウクライナ憲法裁判所によって無効にされる場合がある。その他の規範的行為は、司法審査の対象となる。ウクライナの最高裁判所は、一般的な管轄の裁判所のシステムの主体である。
ウクライナ憲法は陪審による裁判を規定している。これはまだ実際には実装されていない。さらに、いくつかの裁判所は、例えばウクライナの控訴裁判所の場合のように、まだプロジェクトにあるように法律によって規定されている。司法部門の改革は現在進行中である。重要なのは、ウクライナ検察総長室であり、幅広い管理と監督の権利が与えられている。

## 行政区画
ウクライナは24の州（地域）に区画されている。各州はレイヨン（地区）に分けられる。現在の行政区画は、ソビエト連邦の地方行政と同じままである。州とレイヨンの首長は、ウクライナの大統領によって任命され、解任されることができる。彼らはキエフの中央政府の代表を務めている。彼らは地方選挙で選ばれた議会を統治する。このシステムは、地域のエリートが中央政府と大統領の地位を支配するために激しく競争することを奨励する。

## クリミア自治共和国
1992年、クリミアの多くの親ロシアの政治組織は、クリミアの分離とロシアへの併合を提唱した。ソ連時代、クリミアはペラヤースラウ条約締結300周年を記念して、1954年にニキータ・フルシチョフ第一書記によってソビエト連邦内のロシア・ソビエト連邦社会主義共和国からウクライナ・ソビエト社会主義共和国に譲渡された。 1992年7月、クリミアとウクライナの議会は、クリミアが重要な文化的および経済的自治を維持しながら、クリミアの管轄下にとどまると決定し、クリミア自治共和国を創設した。
クリミア半島は、ウクライナの主権下にありながら、ウクライナ軍とロシア軍の両方の主要な軍事基地の場所として機能し、ロシア人が多く住んでいた。
2014年初頭、ウクライナの親ロシア大統領であるヴィクトル・ヤヌコーヴィチは、ロシアではなく欧州連合とウクライナを同盟させることを拒否したことを理由にロシアに亡命することになった。(マイダン革命)これを受けて、ロシアは2014年2月にクリミアに侵攻し、占領した。
2014年3月、「住民投票」がクリミアで開催され、投票者の97％がロシアに参加した。
2014年3月18日、ロシアと新たに創設されたクリミア共和国は、ロシア連邦におけるクリミア共和国とセヴァストポリの加盟条約に署名した。これに応じて、国連総会は、国民投票が無効であると宣言し、クリミアに対するウクライナの主張を公式に支持する国連総会決議68/262を可決した。ロシアは半島内にあるこれらの地域を自国の連邦構成主体とみなして実効支配しているが、ウクライナと大多数の国はロシアの併合を承認していない。